# Xenidea
Xenidea is een geslacht van kevers uit de familie bladkevers (Chrysomelidae).
De wetenschappelijke naam van het geslacht werd in 1862 gepubliceerd door Joseph Sugar Baly.

## Soorten
- Xenidea konstantinovi Medvedev, 1996